# Oriens
Oriens is een geslacht van vlinders van de familie dikkopjes (Hesperiidae).

## Soorten
- O. alfurus (Plötz, 1885)
- O. augustula (Herrich-Schäffer, 1869)
- O. californica (Scudder, 1872)
- O. concinna (Elwes & Edwards, 1897)
- O. fons Evans, 1949
- O. gola (Moore, 1877)
- O. goloides (Moore, 1881)
- O. hades de Nicéville
- O. paragola (de Nicéville, 1895)
- O. perornatus (Kirby, 1893)